# 唐沢俊一
唐沢 俊一（からさわ しゅんいち、1958年5月22日 - 2024年9月24日）は、日本のカルト物件評論家、コラムニスト、ラジオパーソナリティ、劇作家、演出家。元朝日新聞書評委員。
サブカルチャー、カルトとされる文化や物件について幅広い関心を持つ。書籍・映像・音楽・雑貨など昭和期における事物を今日的視点からB級文化として紹介することをライフワークとしていた。また、オタク文化の評論家として、各種メディアでのコメンテーターや、日本オタク大賞といったイベントの審査員を務めた。

## 人物・来歴
北海道札幌市東区出身。本人の主張するところによれば、札幌光星高等学校、青山学院大学文学部教育学科卒業。東北薬科大学薬学部中退。
と学会の発起人の一人を称し、かつて運営委員を務めていた。
自称雑学王であり、フジテレビ『トリビアの泉 〜素晴らしきムダ知識〜』のスーパーバイザー。「トリビアの泉」の発案の元となったのが唐沢の著作『トンデモ一行知識の世界』であると称している。「世界一受けたい授業」（日本テレビ）の講師として出演したことがある。ラジオでは、「ブジオ!」（TBSラジオ）の金曜日パーソナリティを経て、冠番組「唐沢俊一のポケット」（TBSラジオ）のパーソナリティを務めていた。
漫画家の唐沢なをきは弟。元妻は、同じく漫画家のソルボンヌK子（鹿野景子）。なをき・K子とは、いくつかの共著、もしくはイラストを任せた著書を出している。一時期（主に1990年代前半）はなをきとの共著に「唐沢商会」名義を用いていた。母方の伯父には、タレントの小野栄一がおり、小野が経営していた芸能プロダクションの経営を引き継いでいたこともある。
小学生の頃から、雑誌の端に掲載される「一行知識」が好きであり、トリビア愛好はその時以来の趣味だという。
高校時代に『宇宙戦艦ヤマト』と出会い、札幌のファンサークルでヤマト再放送の嘆願書を送る活動などを行う。しかし、唐沢自身はヤマトのファンではなかったという。
大学生の時、海外アニメを観て感動し、アニメーター・なみきたかしが代表を務めるアニメ研究会「アニドウ」に入会、アニメ研究などを始める。同時期、本格的に名画座や古書店に通い出す。1980年12月に載った雑誌『ぴあ』投書欄の怪獣映画や『機動戦士ガンダム』についての投稿が批判を招いた。
1982年頃に青山学院大学を去り東北薬科大学へ入学するもわずかな期間で退学し、札幌の実家の薬局で処方箋の打ち込みをしていたという。
イッセー尾形のもとでアルバイトをしていたことがあり、1986年より劇団あぁルナティックシアターの経営に関与していた。
1990年に、薬局の業界紙に掲載されていたコラムをまとめた単行本『ようこそ、カラサワ薬局へ』で単行本デビュー。1992年に創設された「と学会」がブームを起こしたことも追い風となったため、初期は「トンデモ」を冠した便乗本が多かった。以降、多数の著書、共著を発表。
古本マニアを称しており、自身を含めた古本マニアの特殊な生態や、レアな古本の内容などを、面白おかしく書いた『古本マニア雑学ノート』シリーズを執筆した。一般にB級と呼ばれる貸本ホラー漫画の復刻活動も妻と共同で多数行っており、出版社から復刻を断られたものは自費出版で復刻を続けている。ただし復刻の際に手書きの「突っ込み文」を挿入する手法には批判の声も上がっている。
2万冊と称していた蔵書の多くはロフトプラスワンで複数回開催された有料イベント「唐沢俊一の本あげます！」で処分され、残りは楽工社の倉庫に保管されている。
1995年、作家の岡田斗司夫・漫画家の眠田直と共に、おたく芸人ユニット「オタクアミーゴス」を結成。
2010年2月27日、自身のホームページ上で1999年以来続けていた『裏モノ日記』を突如休止すると発表した。
2010年3月19日発売予定だった『本を捨てる!』（朝日新聞出版）は発売延期になり、フィギュア王に約5年にわたって連載された『唐沢俊一のトンデモクロペディア』はNo.145（2010年2月発売）掲載分を最後に突如連載が打ち切られる、単行本発行が2012年「日中韓お笑い不一致　―雑学プロファイル―」を最後に途切れ、同時に雑誌連載も2013年を最後に途絶えており、ライターとしての仕事は消滅している。
2000年頃より演劇の演出および出演者としての活動を行っていた。
2017年、と学会結成25周年記念大会後、同年末をもってと学会から退会。
2024年9月24日、心臓発作により自宅で死去。66歳没。弟の唐沢なをきが同月30日にSNSで公表した。

### 人物関係
オタクアミーゴスのメンバーである岡田斗司夫と眠田直の他、と学会の関係者でもある作家の山本弘やライターの植木不等式、イラストレーターの開田裕治らと親しかった。
作家・漫画原作者の鶴岡法斎は弟子。共著として師弟対談集『ブンカザツロン』を出している他、各種トークイベントや『反日マンガの世界』などでも共に仕事をしている。しかし、その後に絶縁している。
俳優の潮健児の晩年には所属プロダクションの社長としてマネージャーの仕事も務めた。潮の伝記『星を喰った男』は、唐沢が発刊に協力し、バンダイにより出版された単行本の奥付には潮健児著とされた横に唐沢が「編・構成」として名を連ねている。単行本の表紙に唐沢の名は一切なかったが、潮が物故して数年後ハヤカワで文庫化された際には、書籍そのものが唐沢俊一の「編著」になっていた。また、本書の帯（推薦文）を俳優の池部良が書いているが、実は池部から依頼されて唐沢が執筆したという。
俳優・イッセー尾形のスタッフを務めていた時期もある。もともとはイッセーの舞台に客として来ていたが、イッセーの才能にほれ込み、メイン・ブレーンとして関わろうとしたが失敗。「若すぎたゆえの暴走」と、後にエッセイで後悔している。
作家の睦月影郎とイベントなどで多く共演していた他、ソルボンヌK子なども加わって一緒に同人映画の制作なども行っていたことがある。
電波系鬼畜ライターの村崎百郎と、ウェブ上で「社会派くんがゆく！」という時事問題をメインとした過激な内容の対談企画を行っていた。その連載をまとめた単行本は2001年から2010年までアスペクトより定期的に刊行され、単行本9冊となる長期連載になった。
俳優・橋沢進一が主宰する劇団あぁルナティックシアターでプロデュース公演を行っていたが、後に絶縁し、唐沢プロデュースとして独立した活動を行った。小説『血で描く』の本文イラストには、劇に出演した歌手・女優の麻衣夢を、写真コラージュのモデルとして起用している。
評論家の東浩紀を一方的に敵視しており、自分のウェブサイトの日記で激しい批判を長期にわたって続けていた他に、と学会の『トンデモ本の世界S』では東の代表作『動物化するポストモダン―オタクから見た日本社会』を取り上げ、同書を「トンデモ本」として扱った。また、続編である『ゲーム的リアリズムの誕生―動物化するポストモダン2』は、朝日新聞書評委員となってから書評欄にて取り上げ「剣豪小説のような、スカッとした読後感」という言葉で評している。東自身は、唐沢からの発言について「かなり一方的」「いささか党派的な意図も感じられる」として、批判というよりも「悪口」であるとの見解を示している。
漫画評論家の伊藤剛を唐沢自身が請うてスタッフとするが、決別。その後、光文社「国際おたく大学」（編・岡田斗司夫）に唐沢が寄稿した文章に対し、伊藤が名誉棄損として訴訟を起こす。裁判は1999年7月23日に和解という形で終結。被告の、唐沢俊一とソルボンヌK子と岡田斗司夫の謝罪文はネット上に、光文社ほかによる連名の謝罪文は光文社『小説宝石』99年9月号に掲載された。
作家でありパリ人肉事件の元被疑者として知られる佐川一政とも過去に親交があり、唐沢と佐川が一緒に写っているパーティーの写真が、世界各地で起きた殺人事件を題材にした雑誌「週刊マーダー・ケースブック」に掲載されたこともあった。しかし、佐川の書いた小説に対する唐沢の評がきっかけとなり、絶縁した。
映画評論家・翻訳家の柳下毅一郎は、自身の映画評論本『愛は死より冷たい―映画嫌いのための映画の本』に対する唐沢の感想に対して激怒、自身のウェブ日記にて激しい口調で批判した。唐沢は柳下からの批判に対する反論文の中で、以前に佐川一政と親交のある柳下が個人名を伏せた上で「佐川さんと喧嘩するような人は佐川さんとつきあう資格はない」とした発言について、その人物を「私のこと」として認識し、使用している。
落語家の立川談之助や快楽亭ブラックに関与していた時期があり、前座として高座に上がったことがある。談之助とは晩年「落語アカデミア」（新宿・道楽亭ほか）を隔月で開催しており、2023年4月まで出演していた。
2009年7月3日に逝去した志水一夫の膨大な蔵書の管理を託される。
弟・なをきとは「唐沢商会」名義で共同制作を行っていた時期もあったが、俊一の死去をSNSで報告したなをきは、俊一からの嘘、暴言、罵倒の酷さを理由に亡くなる20年以上前に絶縁し、晩年は俊一からの金の無心もひどかったことを理由に、この話はしたくない、お悔やみの言葉も遠慮願うと投稿している。

## 盗作問題と誤った記述
2007年6月、幻冬舎からの著作『新・UFO入門』の中の文章の一部が、インターネット上のあるブログから剽窃したものであるという問題が発覚した。ブログ主宰者から指摘されると、唐沢は自身のサイト上において、確かに参考にしており、当該ブログより多くのものを得たことを明示していなかったことは手落ちであると詫びたが、悪意や盗用の意思はなかったとも主張した。
後にブログ主宰者との交渉は唐沢から幻冬舎の法律担当に引き継がれたが、交渉経緯や謝罪文の公表をめぐって決裂したため正式な和解には至らず、唐沢は当該ブログの「内容とほぼ同一の文章を無断で掲載してしまった」との謝罪文をサイトに掲載した上で、『新・UFO入門』の二刷において該当ブログより無断で掲載していた旨を記して刊行した。ただし、後者に関してブログ主宰者には一切の連絡がなかったという。
『新・UFO入門』においては他にも、新戸雅章の文章が無断で改竄のうえ使用されているのではないかと新戸本人などより指摘されているほか、他のウェブサイトからの盗用も指摘されている。なお、『新・UFO入門』は改訂後増刷はされず絶版となっており、唐沢が予告していた続編も発表されていない。
唐沢はその後、『社会派くんがゆく!復活編』において、この件は単なる「引用ミス」であるとした上、ブログ主宰者側の過大な要求があったかのように主張し、批判されている。また村崎百郎は、唐沢との対談の中で、「この件（引用者注：盗作）に関しては諸悪の根源が唐沢さんにある」と述べている。
この件をきっかけとして、他の書籍における文章盗用問題が取り沙汰されるようになり、2005年8月に発行した唐沢俊一著『唐沢先生の雑学授業』の中に、メルマガ『知泉』に書かれたアントニ・ガウディの雑学がほぼそのままの形で盗用されていることも指摘されている。それ以外にも知泉で書かれていた物が多く唐沢俊一の著書に流用されていることがその後の検証で発覚している。
『唐沢俊一のトンデモ事件簿』や雑誌『ラジオライフ』上での連載にもウェブサイトからの盗用が指摘されている。また『唐沢俊一のトンデモ事件簿』に関しては、「アイルランド共和軍はアイルランド独立を目指す組織である」「俳優ショーン・コネリーはアイルランド独立運動を支援しているためにサーの称号をもらえないでいる」といった間違った記述があることも指摘されており、唐沢の雑学知識を疑問視する意見もある。
これらの検証サイトに反応する形で、京都大学の安岡孝一准教授やミステリ作家藤岡真など出版業界と深く関係を持つ人々のブログなどでも同様の問題が指摘されている。また映画評論家町山智浩はブログで唐沢のプロフェッショナルとしての資質を厳しく問うて非難している。ライターの松永英明は、資料を読み込み自分の文章でまとめる、あるいは出典を明記するといったことを怠り盗用を繰り返すことに対して、「文章を扱う者としての意識に根本的な問題がある」と批判している。

## 主要な著作リスト
- 『ようこそ、カラサワ薬局へ ちょっとあぶないクスリ通になる、まちの薬局完全攻略マニュアル』徳間書店、1990年。ISBN 419504152X。
  - 『薬局通』早川書房、1996年。ISBN 4150305579。
- 『薬の秘密 薬局のクスリ大研究』翔泳社、1995年。ISBN 4881351907。
- 『美少女の逆襲 蘇れ!!心清き、汚れなき、気高き少女たち』ネスコ、1995年。ISBN 4890368949。
- 『古本マニア雑学ノート』ダイヤモンド社、1996年。
  - 『古本マニア雑学ノート』幻冬舎、2000年。ISBN 4344400054。
- 『トンデモ怪書録 僕はこんな奇妙な本を読んできた』光文社、1996年。ISBN 4334971237。
  - 『トンデモ怪書録 僕はこんな奇妙な本を読んできた』光文社、1999年。ISBN 4334728847。
- 『唐沢俊一のカルト王 アナーキーな活字たち』大和書房、1997年。ISBN 4479390529。
  - 『カルト王』幻冬舎、2002年。ISBN 4344402987。
- 『アジアンコミックパラダイス』ベストセラーズ、1997年。ISBN 4584160597。
- 『カルトな本棚』同文書院、1997年。ISBN 4810374270。
- 『トンデモ美少年の世界 あなたを惑わす危険な人々』光文社、1997年。ISBN 433472485X。
- 『古本マニア雑学ノート 2冊目 愛と古書と青春の日々』ダイヤモンド社、1998年。ISBN 4478941505。
- 『トンデモ一行知識の世界』大和書房、1998年。ISBN 4479390634。
  - 『トンデモ一行知識の世界』筑摩書房、2002年。ISBN 4480037241。
- 『お父さんたちの好色広告博覧会』ぶんか社、1998年。ISBN 4821106353。
  - 『お父さんたちの好色広告』筑摩書房、2002年。ISBN 4480037799。
- 『B級学 マンガ編』海拓舎、1999年。ISBN 4907727003。
- 『唐沢俊一のB級裏モノ探偵団』大和書房、1999年。ISBN 4479390731。
  - 『笑う雑学』廣済堂出版、2004年。ISBN 4331653617。
- 『とても変なまんが』早川書房、2000年。ISBN 4152082755。
- 『トンデモ一行知識の逆襲』大和書房、2000年。ISBN 4479390804。
  - 『トンデモ一行知識の逆襲』筑摩書房、2004年。ISBN 4480039171。
- 『唐沢俊一のキッチュの花園』メディアワークス、2001年。ISBN 484021672X。
- 『笑うクスリ指』ノーザンクロス、2002年。ISBN 4344001583。
  - 『クスリ通』幻冬舎、2003年。ISBN 4344403193。
- 『キッチュワールド案内』早川書房、2002年。ISBN 4152084650。
- 『壁際の名言』海拓舎、2003年。ISBN 4907727291。
  - 『ダメな人のための名言集』幻冬舎、2005年。ISBN 434440680X。
- 『切手をなめると、2キロカロリー 一生に一度は役立つかもしれない話題のタネ』サンマーク出版、2003年。ISBN 4763181823。
- 『近くへ行きたい』講談社、2003年。ISBN 4062121484。
- 『奇人怪人偏愛記』楽工社、2006年。ISBN 490306302X。
- 『猟奇の社怪史』ミリオン出版、2006年。ISBN 4813020305。
- 『新・UFO入門 日本人は、なぜUFOを見なくなったのか』幻冬舎、2007年。ISBN 4344980352。
  - インターネット上からの盗用が指摘されている
- 『トンデモ版・ユーチューブのハマり方』白夜書房、2007年。ISBN 4861913489。
- 『唐沢俊一のトンデモ事件簿』三才ブックス、2008年。ISBN 4861991706。
  - 盗用および間違いが指摘されている。
  - 月刊ラジオライフの同名の連載（2005年10月号より）を元としている。
- 『博覧強記の仕事術 効率的なインプット&魅力的なアウトプット指南』アスペクト、2009年。ISBN 4757214758。
- 『スコ怖スポット―東京日帰り旅行ガイド』ごま書房新社、2011年。ISBN 9784341084790。
  - 月刊ラジオライフの連載『唐沢俊一のトンデモ都市伝説探偵団』（2010年1月号から同年12月号まで）を元にしている。
- 『日中韓 お笑い不一致』徳間書店、2012年。ISBN 9784198635336。

### 唐沢なをきとの共著（唐沢商会）
- 『原子水母』ぶんか社、1993年。ISBN 4821193787。
  - 『原子水母』幻冬舎、1999年。ISBN 4877288309。
- 『ぶんかノ花園 原子水母2』ぶんか社、1995年。ISBN 4821194325。
- 『怪体新書』光文社、1996年。ISBN 4334971148。
- 『近未来馬鹿』青林工藝舎、1999年。ISBN 4883790320。
- 『ぞろぞろ』アスキー、1999年。ISBN 475720387X。
- 『カラサワ堂怪書目録』学陽書房、1999年。ISBN 4313850880。
  - 『カラサワ堂怪書目録』光文社、2003年。ISBN 4334782604。
- 『唐沢商会のマニア蔵』スタジオDNA、2002年。ISBN 4758000301。
- 『お怪物図鑑×物々冒険記』ワールドフォトプレス、2004年。ISBN 4846524965。
- 『脳天気教養図鑑』青林堂、1992年。ISBN 4792602173。
- 『蒸気王』竹書房、1996年。ISBN 4812450586。
- 『ガラダマ天国 唐沢商会提供』ぴあ、1997年。ISBN 4892150487。

### ソルボンヌK子（鹿野景子）との共著
- 『マンガ年金入門 知ってトクする年金のしくみ』原智徳監修、サンマーク出版、1997年。ISBN 4763180282。
- 『ギロチン女』スコラ、1992年。ISBN 4796286225。
- 『大猟奇 F脳天気』ぶんか社、1996年。ISBN 4821195267。
- 『世界の猟奇ショー』幻冬舎、1999年。ISBN 4877287388。
- 『トンデモレディースコミックの逆襲』幻冬舎、2000年。ISBN 4877288406。
- 『カラサワ堂変書目録』学陽書房、2000年。ISBN 4313850872。
- 『裏モノの神様』イースト・プレス、2000年。ISBN 4872571975。
  - 『裏モノの神様』幻冬舎、2005年。ISBN 4344407024。
- 『唐沢俊一の裏モノ見聞録』講談社、2001年。ISBN 4062108194。
- 『すごいけど変な人×13』サンマーク出版、2001年。ISBN 4763193856。
- 『怪網倶楽部』講談社、2002年。ISBN 4062112868。
- 『ウラグラ! ベスト・オブ・裏モノの神様』アスペクト、2002年。ISBN 4757209231。
- 『呪いのB級マンガ 「好美のぼる」の世界』講談社、2002年。ISBN 406334620X。
- 『裏モノ日記』アスペクト、2003年。ISBN 4757209894。
- 『こんな猟奇でよかったら 命なくします』ミリオン出版、2004年。ISBN 4813010954。

### 岡田斗司夫、眠田直との共著
- 『オタクアミーゴス!』ソフトバンク、1997年。ISBN 4797302186。
- 『オタクアミーゴスの逆襲』楽工社、2009年。ISBN 4903063305。

### 村崎百郎との共著
- 『社会派くんがゆく!』アスペクト、2001年。ISBN 4757208804。
- 『社会派くんがゆく! 激動編』アスペクト、2003年。ISBN 4757209622。
- 『社会派くんがゆく! 死闘編』アスペクト、2004年。ISBN 4757210183。
- 『社会派くんがゆく! 逆襲編』アスペクト、2005年。ISBN 4757210973。
- 『社会派くんがゆく! 維新編』アスペクト、2006年。ISBN 4757212127。
- 『社会派くんがゆく! 乱世編』アスペクト、2006年。ISBN 4757213263。
- 『社会派くんがゆく! 復活編』アスペクト、2008年。ISBN 9784757214248。
- 『社会派くんがゆく! 怒涛編』アスペクト、2008年。ISBN 9784757215979。
- 『社会派くんがゆく! 疾風編』アスペクト、2010年。ISBN 9784757217386。

### 岡田斗司夫との共著
- 『オタク論!』創出版、2007年。ISBN 4924718807。
- 『オタク論2!』創出版、2009年。ISBN 4924718939。

### 編著
- 『ガメラを創った男 評伝映画監督・湯浅憲明』アスペクト、1995年。ISBN 4893663682。
  - 『ガメラ創世記 映画監督・湯浅憲明』エンターブレイン、2006年。ISBN 4757727755。
- 『星を喰った男 名脇役・潮健児が語る昭和映画史』早川書房、1996年。ISBN 4150305633。
  - 潮健児『星を喰った男』バンダイ、1993年。ISBN 4891895187。を文庫化したもの。もとは潮の著書だったが、文庫化に際し潮の名は著者名から削られ、唐沢の編著とされた。
- 『怪奇トリビア　奇妙な怪談傑作選』　竹書房文庫　2004

### 編集
- 『地獄で笑ふ男 カルト・スリラー劇場』二見書房、1997年。ISBN 4576971174。
- 森由岐子 著、唐沢俊一、ソルボンヌK子 編『森由岐子の世界』白夜書房、1994年。ISBN 4893674072。
- 『カルトホラー漫画秘宝館 かえるの巻』ネスコ、1996年。ISBN 489036918X。
- 『カルトホラー漫画秘宝館 みみずの巻』ネスコ、1996年。ISBN 4890369198。
- 好美のぼる『あっ!生命線が切れている』二見書房、1998年。ISBN 4576980599。
- と学会+α『トンデモ音楽（ミュージック）の世界』小学館クリエイティブ、2008年。ISBN 4778037014。

### 監修
- 『まんがの逆襲 脳みそ直撃!怒涛の貸本怪奇少女マンガの世界』福武書店、1993年。ISBN 4828817352。
  - 『まんがの逆襲 脳みそ直撃!怒涛の貸本怪奇少女マンガの世界』光文社、1998年。ISBN 4334725953。
- ブレンダ・ラブ 著、船津歩 訳『トンデモ超変態系』二見書房、1996年。ISBN 4576961837。
- 『怪楽図鑑 トンデモ超変態系のぞく』二見書房、1998年。ISBN 4576971352。
- 『夜霧のファンタジー 唐沢俊一コレクション 伝説の少女マンガ家中川秀幸の世界』イースト・プレス、1998年。ISBN 487257138X。
- 西条八十『人食いバラ』ゆまに書房〈少女小説傑作選カラサワ・コレクション〉、2003年。ISBN 4843307343。
- 横山美智子『紅ばらの夢』ゆまに書房〈少女小説傑作選カラサワ・コレクション〉、2003年。ISBN 4843307351。
- 水谷まさる『愛の讃歌』ゆまに書房〈少女小説傑作選カラサワ・コレクション〉、2003年。ISBN 484330736X。
- 島田一男『黄金孔雀』ゆまに書房〈少女小説傑作選カラサワ・コレクション〉、2004年。ISBN 4843312096。
- おぐりゆか『魂食! なぜか食べたい日本人のソウルフード』三才ブックス、2006年。ISBN 4861990335。

### 監訳
- ホーグ・レビンズ『快楽特許許可局』イースト・プレス、1999年。ISBN 4872571592。

### と学会の著作
と学会の最初の著作『トンデモ本の世界』には参加していない。
- 『トンデモ本の逆襲』洋泉社、1996年。ISBN 489691208X。
  - 『トンデモ本の逆襲』宝島社、2000年。ISBN 479661690X。
  - 『トンデモ本の逆襲』洋泉社、2006年。ISBN 4862480373。
- 『と学会白書』 VOL.1、イーハトーヴ出版、1997年。ISBN 4900779172。
- 『トンデモ世紀末の大暴露』イーハトーヴ出版〈と学会白書 VOL.2〉、1998年。ISBN 4900779245。
- 『トンデモ本1999 このベストセラーがトンデモない!!』光文社、1999年。ISBN 4334972047。
- 高木真明編集・企画 編『トンデモ本女の世界』メディアワークス、1999年。ISBN 4840213240。
  - 『トンデモ本 女の世界』 上、扶桑社、2004年。ISBN 4594047599。
  - 『トンデモ本 女の世界』 下、扶桑社、2004年。ISBN 4594047602。

### その他
- 唐沢俊一と『女性自身』広告審議会『女性自身ってば!?』飛鳥新社。ISBN 4870312123。
- 唐沢俊一、毛髪探検隊『Kamidas 現代ヘアーの基礎知識』稲葉益巳監修、同文書院、1995年。ISBN 4810372723。
  - 唐沢俊一『育毛通』早川書房、1998年。ISBN 4150305986。
    - 文庫化に際し、共著者の毛髪探検隊および監修者の稲葉益巳の名が削られ、唐沢の単著となっている。
- 唐沢俊一作、新巻ゆたか画『復讐医バロン』学習研究社、1996年。ISBN 4056013608。
- 唐沢俊一 著「トンデモレディコミ体験記」、官能倶楽部 編『官能博覧会!-活字のHを生み出す現場から』朝日ソノラマ、1997年。ISBN 4257035064。
  - 「トンデモレディコミ実作編」『官能博覧会!』幻冬舎、1998年。ISBN 4877286713。
- 唐沢俊一 著「エヴァ現象」、岡田斗司夫 編『国際おたく大学 1998年最前線からの研究報告』光文社、1998年。ISBN 4334971822。
  - ここでの記述について、伊藤剛に名誉毀損として訴えられ、編者・出版社ともに謝罪した。
- 唐沢俊一「カルトのすすめ」『知的C級生活のすすめ』石丸元章、唐沢俊一、北山保、下関マグロ、根本敬、見沢知廉著、メディアワークス、1998年。ISBN 407306584X。
- 唐沢俊一「酔狂のすすめ」『知的D級生活のすすめ』石丸元章、大槻ケンヂ、唐沢俊一、下関マグロ、根本敬、松尾スズキ、見沢知廉著、メディアワークス、1999年。ISBN 4840213216。
- 唐沢俊一、志水一夫『トンデモ創世記2000 オタク文化の行方を語る』イーハトーヴ、1999年。ISBN 4900779423。
  - 『トンデモ創世記』扶桑社、2002年。ISBN 4594036236。
- 唐沢俊一、鶴岡法斎『ブンカザツロン』エンターブレイン、2001年。ISBN 4757703929。
- ゲッツ板谷、松尾スズキ、直崎人士、根本敬、唐沢俊一「新しい自分に出会わないために」『「ステキな自分」を見失う本』新風舎、2001年。ISBN 4797415398。
- 岡田斗司夫、唐沢俊一、眠田直、切通理作、氷川竜介『日本オタク大賞』扶桑社、2003年。ISBN 4594039006。
- 日本オタク大賞実行委員会 編『日本オタク大賞2004』扶桑社、2004年。ISBN 4594044182。
- 唐沢俊一、おぐりゆか『唐沢先生の雑学授業』二見書房、2005年。ISBN 4576051148。
- おぐりゆか著、唐沢俊一監修『魂食！―なぜか食べたい日本人のソウルフード』三才ブックス、2006年。ISBN 9784861990335
- 立川談笑、唐沢俊一『超落語! 立川談笑落語全集』アスペクト、2006年。ISBN 4757213042。
- 唐沢俊一、高沢秀次、宮島理、中宮崇ほか『反日マンガの世界 イデオロギーまみれの怪しい漫画にご用心!』晋遊舎、2007年。ISBN 4883806243。
  - 『反日マンガの世界 イデオロギーまみれの怪しい漫画にご用心!』（改訂版）晋遊舎、2008年。ISBN 4883807762。
- 唐沢俊一『史上最強のムダ知識』廣済堂出版、2007年。ISBN 978-4331512241。
  - ゲーム『唐沢俊一の絶対ウケる!!雑学苑DS』の公式本である。
- 唐沢俊一『血で描く』河井克夫漫画、メディアファクトリー、2008年。ISBN 484012406X。

### DVD
- 猫三味線（唐沢プロデュース、梅田佳声〈紙芝居師〉語り）
- [トンデモホラーシリーズ]あっ!この家にはトイレがない!（唐沢監修、河崎実監督）
- [トンデモホラーシリーズ]あっ!生命線が切れている!（唐沢監修、河崎実監督）

### ゲーム
- 唐沢俊一の絶対ウケる!!雑学苑DS（唐沢監修、タカラトミー） ※ニンテンドーDS用雑学知識向上ソフト

## 出演

### 過去の出演番組
- 世界一受けたい授業 （日本テレビ、2008年2月2日 - 2009年6月13日[40]）
- 唐沢俊一のポケット （TBSラジオ、2006年4月 - 2007年3月30日）
- ブジオ! （TBSラジオ、2005年10月 - 2006年3月）
- ピンポン!（TBS系）
- 知るを楽しむ （円谷英二 特撮の神様）（NHK教育、2006年9月）
- 平成極楽オタク談義（MONDO21）
- 日本オタク大賞（MONDO21）
- ごきげんよう (フジテレビ)
- 辛坊治郎ズーム そこまで言うか!（ニッポン放送、2015年8月8日）

### 映画
- 緊急検証! THE MOVIE ネッシーvsノストラダムスvsユリ・ゲラー（2019年1月11日、東北新社）[41]